# He (cesarzowa)
He (zm. 189) – zwana również cesarzową Lingsi (靈思皇后; dosłownie rozważna i troskliwa cesarzowa). Druga żona cesarza Chin Linga.

## Pochodzenie i związek z cesarzem
W odróżnieniu od wielu cesarzowych z dynastii Han He nie pochodziła ze szlacheckiej rodziny - jej ojciec He Zhen był rzeźnikiem z Nanyang. Jej matka miała na imię Xing. Nie wiadomo w jaki sposób została cesarską konkubiną. Zgodnie z legendami została wybrana do cesarskiego pałacu po tym jak jej krewni zapłacili eunuchom wybierającym dziewczyny do cesarskich konkubin. Według Kroniki Późniejszych Hanów była niezwykle piękna i dzielna. W 176 roku urodziła cesarzowi Lingowi pierwszego syna, Liu Biana. Podobno dzięki niskiemu pochodzeniu matki mały książę dożył do dorosłości. W 180 roku cesarz Ling mianował konkubinę He cesarzową, zastępując nią swoją pierwszą żonę cesarzową Song, która została odsunięta dziewięć lat wcześniej.

## Cesarzowa
Cesarzowa He była wielce kochana przez cesarza. Kroniki opisywały ją jako bardzo zazdrosną i niezwykle okrutną kobietę, której śmiertelnie obawiały się cesarskie konkubiny. Jej matka Xing trzymała tytuł pani Wuyang, a jej bracia He Jin i He Miao również zostali szybko wyniesieni.
W 181 roku konkubina cesarza Linga pani Wang urodziła syna nazwanego Liu Xie. Zazdrosna cesarzowa He otruła rywalkę wysłanym jej kleikiem ryżowym. Cesarz Ling był wściekły i chciał odebrać jej tytuł cesarzowej, jednak eunuchowie ubłagali go by tego nie robił. Książę Liu Xie był wychowywany osobiście przez matkę cesarza, cesarzową wdowę Dong.
W miarę dorastania książąt cesarz Ling zaczął zastanawiać się, którego z nich ma uczynić następcą tronu. Książę Liu Bian był synem cesarzowej i był starszy podczas gdy książę Liu Xie był młodszy, a jego matką była tylko cesarska konkubina. Charakter księcia Liu Biana był jednak w znacznym stopniu nieodpowiedni, podczas gdy jego brat odznaczał się mądrością.

## Cesarzowa wdowa
Cesarz Ling zmarł 189 roku i potężny eunuch Jian Shuo któremu ufał, chciał zabić He Jina i mianować księcia Liu Xie cesarzem. Kiedy spisek wyszedł na jaw Jian Shuo uznał, że książę Liu Bian jest najlepszym kandydatem na cesarza. Po koronacji syna cesarzowa He została mianowana cesarzową wdową i nadała swojemu ojcu najpotężniejszą pozycję na dworze, mimo tego wciąż dominującą rolę grali na nim eunuchowie.
Konfrontacja była nieunikniona – w 189 roku He Jin spiskujący z Yuanem Shao i Yuanem Shu jak i wielu innymi młodymi urzędnikami chcąc oskarżyć Jiana Shuo, który wciągnął do swojego spisku wielu znaczących eunuchów takich jak Zhao Zhong i Song Dian by aresztować, a później ściąć He Jina. Jednakże Zhao Zhong i Song Dian zostali przekonani do przejścia na drugą stronę przez innego eunucha, Guo Shenga – przyjaciela rodu He. He Jin aresztował Jiana Shuo i osobiście wykonał na nim wyrok, przejmując ster rządów w swoje ręce.
Ród He popadł jednak w konflikt z innym potężnym stronnictwem na dworze – matka zmarłego cesarza Linga, wielka cesarzowa wdowa Dong i jej bratanek Dong Chong niezadowoleni z zagarnięcia władzy przez ród He chcieli go obalić i sami przejąć władzę. He Jin przejął kontrolę nad sytuacją i nakazał córce wydanie edyktu odsyłającego wielką cesarzową wdowę Dong z powrotem do Heian, gdzie Dong Chong popełnił samobójstwo wielka cesarzowa wdowa zmarła w kilkanaście dni później – podobno miała popełnić samobójstwo. Ich śmierć przyczyniła się do niepopularności klanu He.
Na jesień 189 roku Yuan Shao zasugerował He Jinowi wymordowanie eunuchów – propozycję odrzuconą już przez cesarzową wdowę. Pani Xiao i He Miao odrzucili ten plan argumentując, że tak wiele zawdzięczają tym eunuchom. Plan jednak nie wszedł w życie bo jeden z najmożniejszych ludzi w państwie, kuzyn Dong Chonga, Dong Zhuo, opanował stolicę i zmusił cesarzową wdowę do rozkazania wpływowym eunuchom na powrót do prowincji z których pochodzą. Jednak najwyższy rangą eunuch Zhang Rang, teść siostry cesarzowej wdowy He, poprosił ją o ponowne sprowadzenie ich na dwór. Eunuchowie dowiedziawszy się o planie He Jina wciągnęli go w zasadzkę i zabili, jednak jeden z jego przyjaciół, młody urzędnik o imieniu Yuan Shao doniósł innym oficjelom o pojmaniu przez eunuchów cesarzowej wdowy, młodego cesarza i księcia Liu Xie. Cesarzowa wdowa He szybko uciekła i pomogła Yuanowi Shao w zgromadzeniu armii, która zmasakrowała eunuchów i zabiła wielu politycznych przeciwników rodu He.
Dwa dni później ci z eunuchów, którzy przeżyli i znajdowali się teraz w desperackiej sytuacji korzystając z posiadania cesarza i jego brata uciekli z dala od stolicy i popełnili samobójstwo. W tym samym dniu Dong Zhuo przejął obu chłopców i dostarczył ich do stolicy. W drodze młody cesarz był tak zaszokowany interwencją zwykłego generała, że aż odebrało mu głos, za to młodszy z braci, książę Liu Xie wykazał ogromną cywilną odwagę sprzeciwiając się Dongowi i policzkując go.
Dong Zhuo oskarżył cesarzową wdowę He o chęć zaszkodzenia wielkiej cesarzowej wdowie Dong i po odebraniu jej cesarskiego tytułu, zmusił ją do zamieszkania w jednym z mniejszych pałaców cesarskich. He została otruta i pochowana bez żadnych szczególnych honorów obok swojego męża, cesarza Linga. Po jej śmierci Dong Zhuo wymordował ród He i jej dzieci.